# 黃家熙
黃家熙，MBG（中學時期綽號「巨人」，1979年11月3日—2007年5月22日），香港殉職消防員，未婚，生前與父親、母親及兩位姊姊同住。

## 生平
黃家熙畢業於德貞小學及聖芳濟書院，1999年7月入職香港消防處，於荃灣消防局駐守，隨後在2006年修畢香港公開大學副學士學位。
2007年5月22日，荃灣德士古道品質工業大廈（即德高大廈）發生三級大火，黃家熙所屬的煙帽隊率先進入火場進行搜救工作，但在火災中懷疑遇到閃燃，黃家熙被救出後送往仁濟醫院證實死亡，終年27歲，是繼嘉利大廈五級大火後第一位因火警而殉職的消防員。身故後，香港特別行政區行政長官曾蔭權在個人網誌中，撰文向黃家熙致敬。
此外，有市民自發舉行一個「黃絲帶行動」以悼念黃家熙，並且作為對荃灣消防局同事予以精神支持。發起者相約朋友於2007年5月27日早上8時半開始，帶同黃絲帶綁在荃灣消防局門口的鐵欄上，並在網上發動市民支持。
由於黃家熙為香港公開大學校友，消防員職工總會、公大工商管理碩士同學會、公大人文社會科學院同學會、公大職員協會於2007年6月14日聯合宣佈設立以黃家熙命名的教育基金，用作資助員佐級消防員修讀香港公開大學課程。
黃家熙葬禮於2007年6月14日在世界殯儀館設靈，主要政府首長包括行政長官曾蔭權等都有往靈堂致祭。消防處在2007年6月15日為黃家熙舉行最高榮譽喪禮，靈車駛往品質工業大廈（今德高大廈）外進行路祭後，前往其生前駐守的荃灣消防局，消防人員列隊向黃家熙作最後敬禮並響起「三短一長」鐘聲寓意其下班。靈車抵達和合石並將其遺體永久安葬浩園。
消防處職工總會在事故後進行募捐工作，並呼籲各界向殉職消防員黃家熙的家人給予經濟援助。其後，香港政府於2007年6月26日根據「向捨身救人者家屬提供經濟援助計劃」撥出援助金予其家人，以表揚黃家熙英勇救人的行為。
2007年7月1日，香港政府向事件中的6名消防員頒發英勇勳章，黃家熙和消防隊目錢國明獲頒授金英勇勳章，另外4名消防員就分別獲頒銀英勇和銅英勇勳章。
2009年8月11日，死因裁判法庭陪審團一致裁定黃家熙死於不幸，並提出多項建議，指消防處應落實執行調查報告所提的建議，包括加強消防員的室內煙火訓練、全面引入全新煙帽呼吸設備，在面罩加設二極發光管（LED），清晰顯示氣樽剩餘供氧量、加強巡查工業大廈內的消防系統，以及成立消防安全大使，舉報違例個案等。

## 瑣事
黃家熙的正確生日為1979年11月3日，蘋果日報於2007年5月24日的報導中（標題：英雄殉難淚灑網路　俏佳人：我想夢見你），錯誤轉述其生日為6月13日，令許多人產生誤會。政府官方的新聞公報中關於黃家熙的生平簡略部分，已清楚列明其正確生日日期。

## 相關
- 浩園
- 張來
- 陳政瑜
- 蕭永方
- 陳兆龍
- 香港殉職消防員列表

## 外部参考
- 特首曾蔭權寫網誌向殉職消防員、女護士致敬 （页面存档备份，存于）
- 香港政府2007年6月13日新聞公報:《已故消防員黃家熙的最高榮譽喪禮》已故消防員黃家熙的生平簡略 （页面存档备份，存于）
- 特稿：黃家熙獲追頒金英勇勳章 （页面存档备份，存于），蘋果日報，2007年6月16日。
- 黃家熙校友紀念教育基金 （页面存档备份，存于）